# شانون إليزابيث
شانون إليزابيث (بالإنجليزية: Shannon Elizabeth)‏ ممثلة أمريكية من أصل سوري من مواليد 7 سبتمبر 1973.

## مواقع خارجية
- شانون إليزابيث على موقع IMDb (الإنجليزية)
- شانون إليزابيث على موقع ميتاكريتيك (الإنجليزية)
- شانون إليزابيث على موقع روتن توميتوز (الإنجليزية)
- شانون إليزابيث على موقع قاعدة بيانات الأفلام العربية
- شانون إليزابيث على موقع ألو سيني (الفرنسية)
- شانون إليزابيث على موقع ميوزك برينز (الإنجليزية)
- شانون إليزابيث على موقع أول موفي (الإنجليزية)
- شانون إليزابيث على موقع قاعدة بيانات الأفلام السويدية (السويدية)
- شانون إليزابيث على موقع إن إن دي بي (الإنجليزية)
- شانون إليزابيث على موقع قاعدة بيانات الفيلم (الإنجليزية)